# Brod

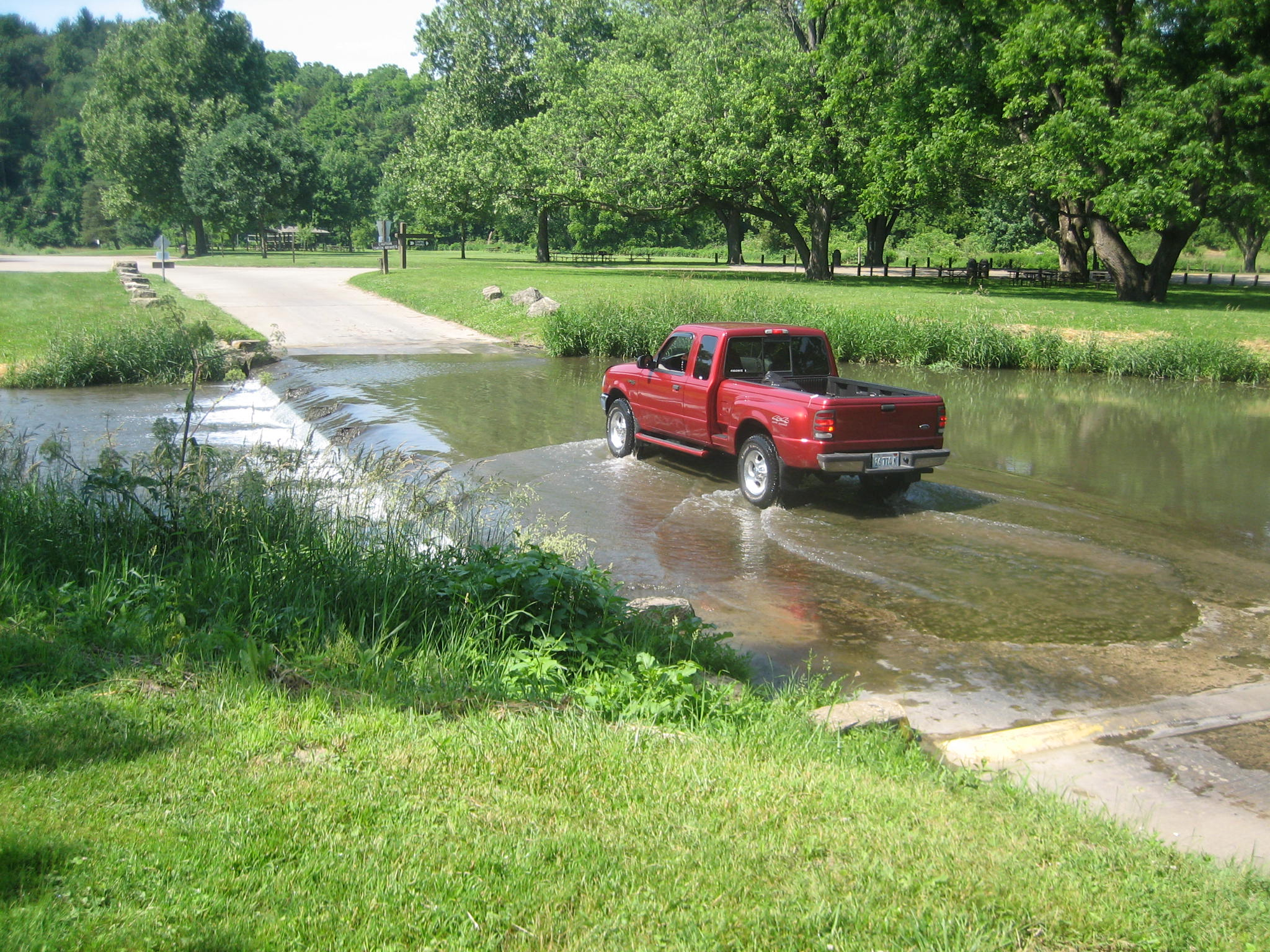
Brod přes potok Pine, Ogle County, Illinois, USA

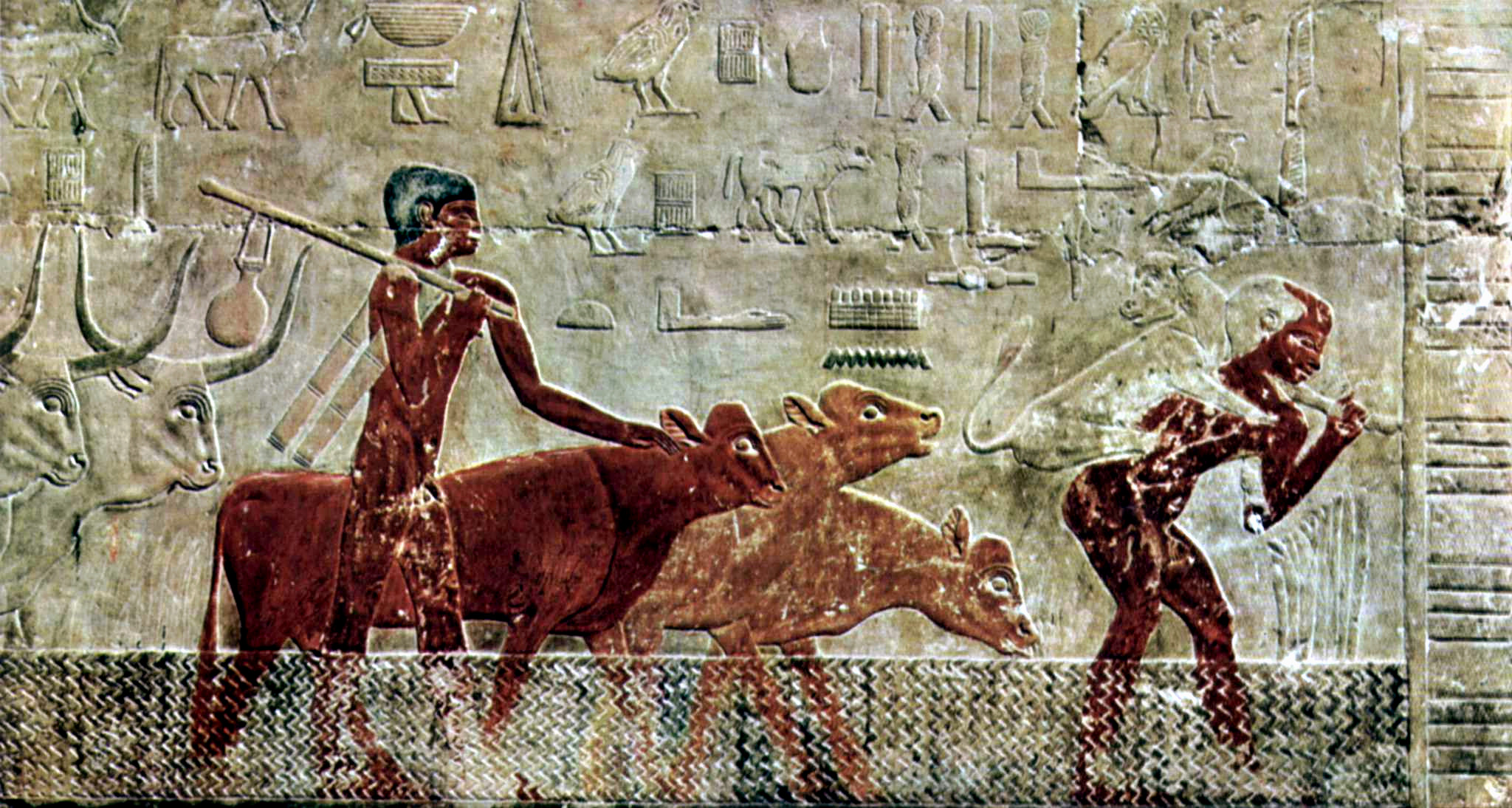
Přechod brodu, cca 2500 let př. n. l., Egypt

Brod je mělký úsek řeky nebo potoka vhodný k překonání tohoto vodního toku pěšky, na koni či jiném zvířeti nebo vozidlem.
Využívají se zpravidla přirozeně příhodná místa, kde je koryto širší a mělké a pevné (kamenité) dno. Někdy bývají brody pro dopravu stavebně upraveny zarovnáním dna, v některých případech jeho zpevněním výdřevou, dlážděním nebo panely, někdy může jako brod sloužit i koruna jezu. Největší hloubka vody pro brodění je závislá na rychlosti toku a použitém způsobu dopravy.
Brody představovaly klíčová místa při vzniku prvních stezek. K jejich obraně vznikala na březích chráněná sídla, která mnohdy dala vznik budoucím městům.

## Brody v Česku

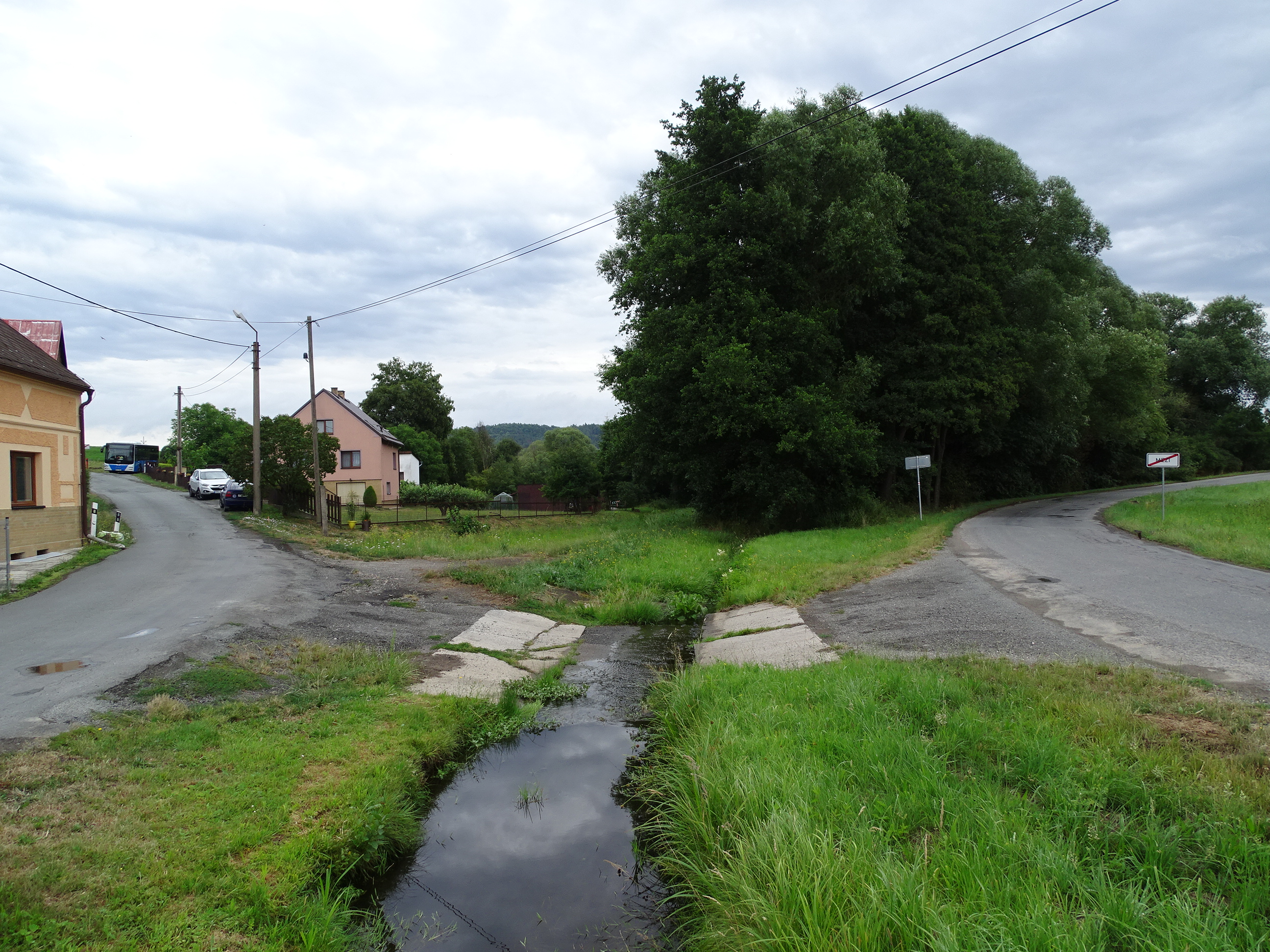
Brod silnice III/19311 přes Manětínský potok v Mezí, jediný oficiálně evidovaný silniční brod v Česku

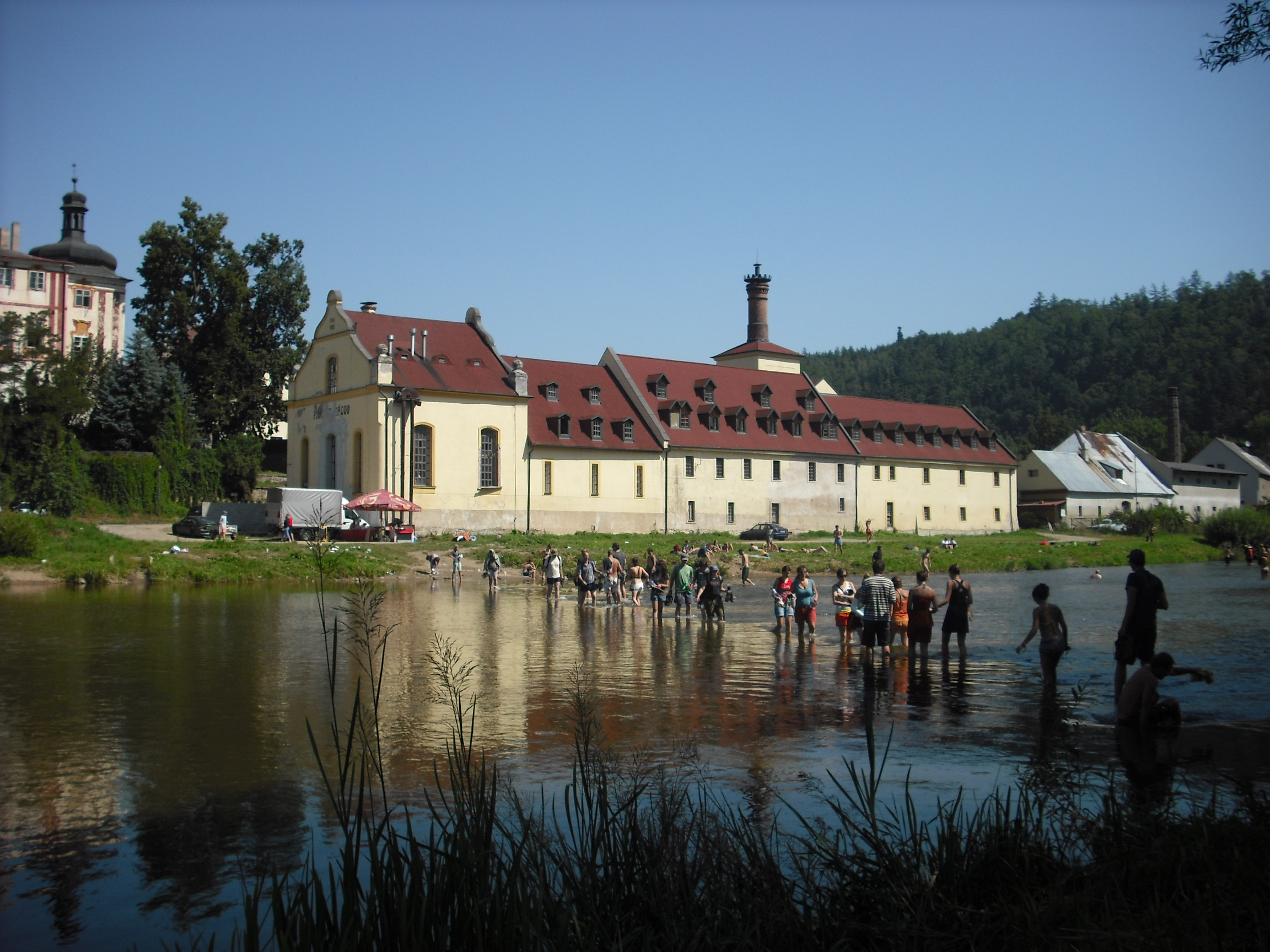
Pěší brod přes Sázavu v Kácově

V přehledech z informačního systému o silniční a dálniční síti ČR z roku 2022 je zahrnut jediný Silniční databankou evidovaný brod. Nachází se proti domu čp. 9 v jádru vsi Mezí, části města Manětín v okrese Plzeň-sever, na kilometru 0,006 silnice III/19311, a překonává Manětínský potok. Evidovaná délka je 6 metrů a šířka 9 metrů, evidovaná normální hloubky vody 20 cm. Evidenční číslo má 19311-1 a jako rok dokončení je v silniční databance uveden rok 1885. V oficiálních mapách silniční sítě je uvedená silnice skutečně stále trasovaná přes tento brod, ve skutečnosti je však doprava vedena po mostě místní komunikace asi o 120 metrů západněji, na kterém nejsou vyznačena žádná hmotnostní ani rozměrová omezení vozidel. Brod není v reálu označen žádným značením a stavební provedení a dopravní značení nijak nenasvědčuje tomu, že by byl součástí silniční sítě. Brod je zpevněn panely, jeho sklonové poměry však odpovídají spíše terénním vozidlům, pro běžné osobní automobily nebo návěsové soupravy by průjezd mohl být problematický. 
V dubnu 2021 začala kvůli rekonstrukci kanalizace přímo v Manětíně objížďka, který se týkala i pravidelných autobusových linek. Objížďka vedla na západním okraji zástavby města ulicí, která překonává Manětínský potok po mostě, který má nosnost omezenou na 10 tun. Autobusy proto po dobu odklonu jezdily přilehlou panelovou komunikací, která potok překonává brodem.
Brody přes potoky se běžně nacházejí na polních a lesních cestách či méně významných místních komunikacích. 
Zákon o pozemních komunikacích, zákon o provozu na pozemních komunikacích ani vodní zákon se tematikou brodů vůbec nezabývají. ČSN 73 6220:2011 Evidence mostních objektů pozemních komunikací však s nimi a jejich evidencí počítá a dokonce obsahuje specifický formulář B.7 Evidenční list brodu.

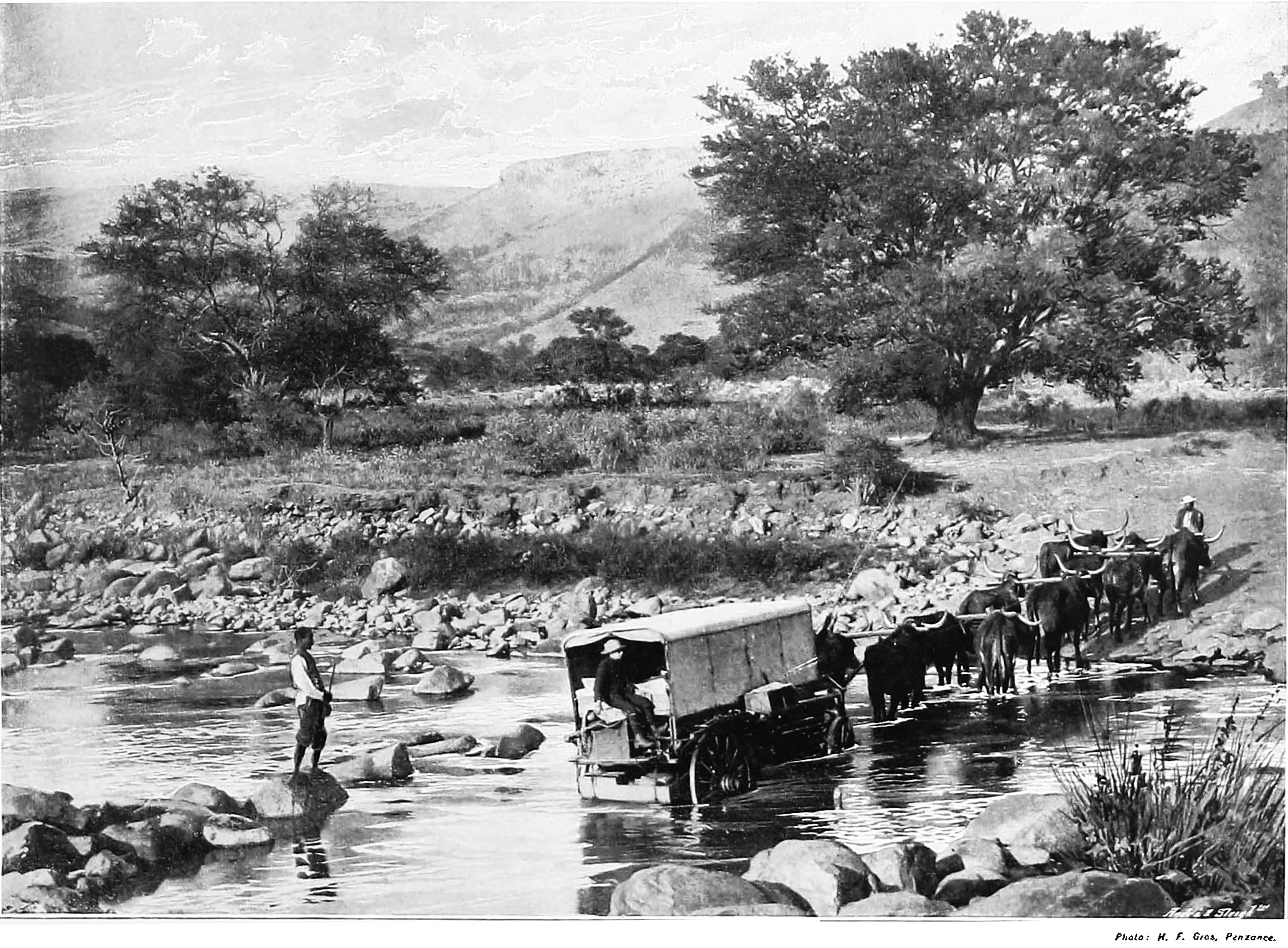
Volský potah na brodu přes řeku Elands v Jižní Africe koncem 19. století

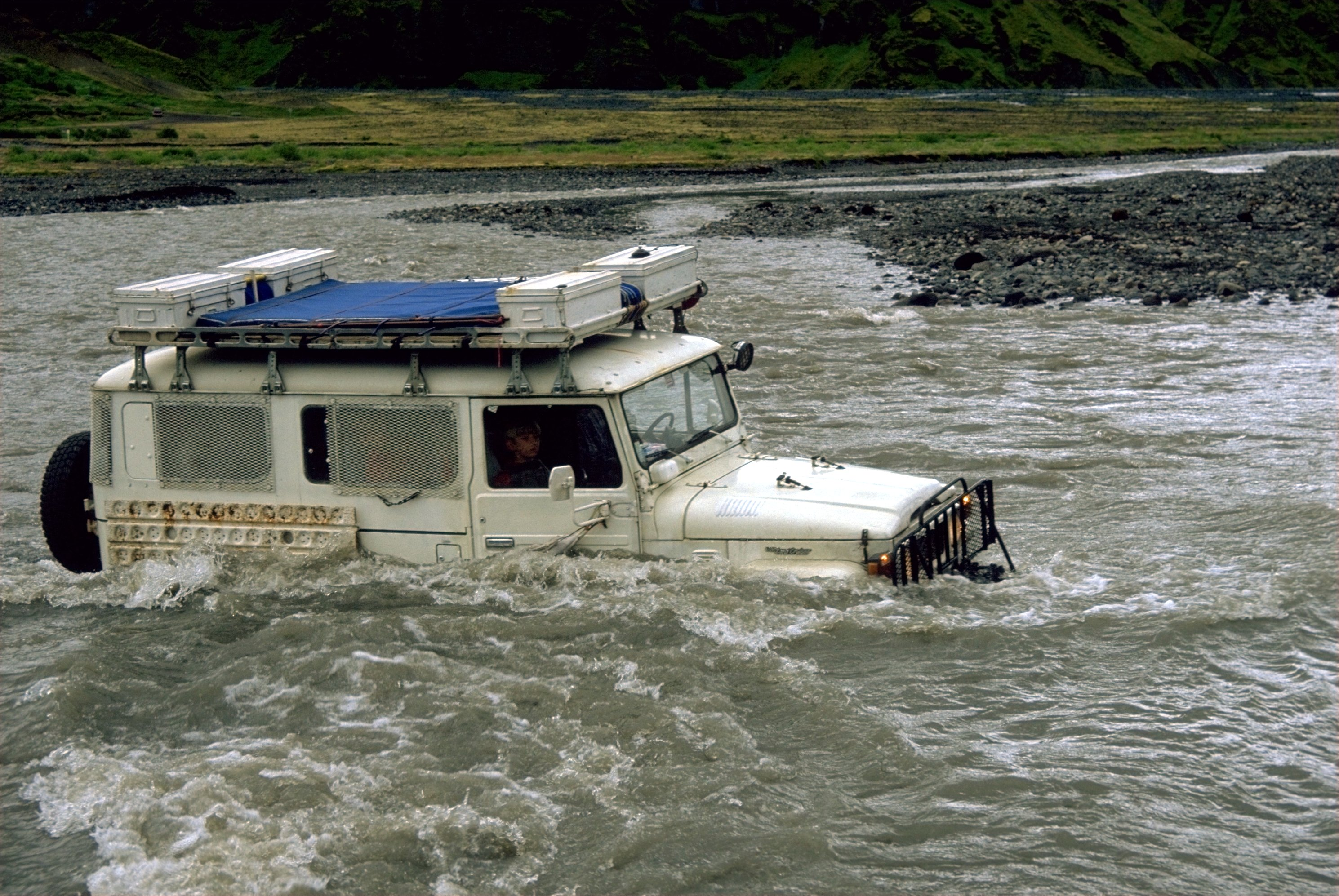
Překonávání brodu terénním automobilem, Þórsmörk, Island

## Brod v místních názvech
Slovo brod se také vyskytuje v řadě místních názvů, zvláště měst. V českých zemích jsou to například Český Brod, Havlíčkův Brod, Uherský Brod nebo Železný Brod, v jiných místních názvech se objevují též formy Brodek či Brodce, od brodu je zřejmě odvozeno i jméno Poděbrady (v roce 1619 Podiebrod), Nymburk byl dříve zmiňován jako Svinibrod. Slovo brod se používalo i v dalších slovanských jazycích, odtud například Slavonski Brod v Chorvatsku nebo Brody v Haliči (nyní na Ukrajině). Anglický výraz ford se vyskytuje v názvech britských měst Oxford (Volský Brod) či Stratford, německé furt v názvech Frankfurt (Francký Brod), Schweinfurt (Svinibrod), Furth im Wald (Lesní Brod) a podobně.